# Département des Affaires, de l'Innovation et des Compétences
Le département des Affaires, de l'Innovation et des Compétences (en anglais : Department for Business, Innovation and Skills abrégé BIS ou Business Department) est un ancien département exécutif du gouvernement britannique. Il est dirigé par le secrétaire d'État aux Affaires, à l'Innovation et aux Compétences.

## Historique
Le BIS a été créé le 5 juin 2009 par la fusion du département de l'Innovation, de l'Enseignement supérieur et des Compétences et du département des Affaires, des Entreprises et des Réformes réglementaires, tous deux créés en juin 2007.
Il disparaît le 13 juillet 2016, lorsque la nouvelle Première ministre Theresa May le fusionne avec le département de l'Énergie pour former le département des Affaires, de l'Énergie et de la Stratégie industrielle.

## Fonctions
Le BIS est responsable des domaines suivants :
- la régulation des affaires
- du commerce
- de la collection des statistiques économiques
- des études supérieures
- de la recherche

## Hiérarchie
- Secrétaire d'État aux Affaires, à l'Innovation et aux Compétences
  - Ministre d'État pour les Affaires et l'Entreprise
  - Ministre d'État pour les Universités et la Science
  - Ministre d'État pour l'Éducation supérieure, les Compétences et l'Éducation permanente
    - Sous-secrétaire d'État parlementaire pour les relations à l'Emploi, les Consommateurs et les Affaires postales
    - Sous-secrétaire d'État parlementaire pour la Culture, les Communications et les Industries créatives (associé avec le DCMS)
    - Sous-secrétaire d'État parlementaire pour les Affaires, l'Innovation et les Compétences

## Agences affiliées
La politique économique est majoritairement déléguée à des agences exécutives, mais certaines politiques importantes sont réservées à Westminster. La politique de l'éducation est majoritairement déléguée.
Les Reserved and excepted matters (affaires que le Parlement délègue aux assemblées régionales) sont détaillées ci-dessous :

### Écosse
- Télécommunications
- Services postaux
- Propriété intellectuelle
- Contrôle de l'import et de l'export
- Association commerciale
- Insolvabilité
- Concurrence
- Protection du consommateur
- Normes, sécurité et responsabilité
- Poids et mesures
- Conseils de recherche
- cosmologie
- Temps

Les comités du gouvernement écossais pour l'économie (Scottish Government Economy Directorates) et pour l'éducation (Scottish Government Education Directorates) gèrent respectivement les politiques économiques et d'éducation en Écosse.

### Irlande du Nord
- Télécommunications
- Services postaux
- Propriété intellectuelle
- Contrôle de l'import et de l'export, commerce extérieur
- Unité de mesure
- Protection du consommateur
- cosmologie

Le Department of Enterprise, Trade and Investment (DETI) est le département responsable de la politique économique en Irlande du Nord. Le Department for Employment and Learning (DEL) est responsable de la politique d'éducation,.

### Pays de Galles
Les politiques spécifiques du Pays de Galles sont transférées à la National Assembly for Wales plutôt que d'être réservées à Westminster.

### Liens  externes
- (en) Site officiel